# André Laurent-Atthalin
Pour les articles homonymes, voir Laurent et Atthalin.
Le baron André-Paul-Marie Laurent-Atthalin (22 mai 1875, Paris - 21 janvier 1956, Paris) est un haut fonctionnaire et banquier français.

## Biographie
Fils de Gaston Laurent-Atthalin, petit-fils du baron Louis Laurent-Atthalin et de Paul-Romain Chaperon, il rentre à l'École polytechnique en 1895. Auditeur au Conseil d'État en 1900, il passe maître des requêtes en 1912. Délégué cantonal de la ville de Paris, il est adjoint du directeur des mouvements de fonds au ministère des Finances de 1903 à 1905, puis chef de cabinet du ministre de la Marine de 1905 à 1909.
Il rentre en 1912 à la Banque de Paris et des Pays-Bas en tant que secrétaire général.
Il sert comme chef d’escadron d’artillerie et directeur du service central d’Alsace-Lorraine lors de la Première Guerre mondiale.

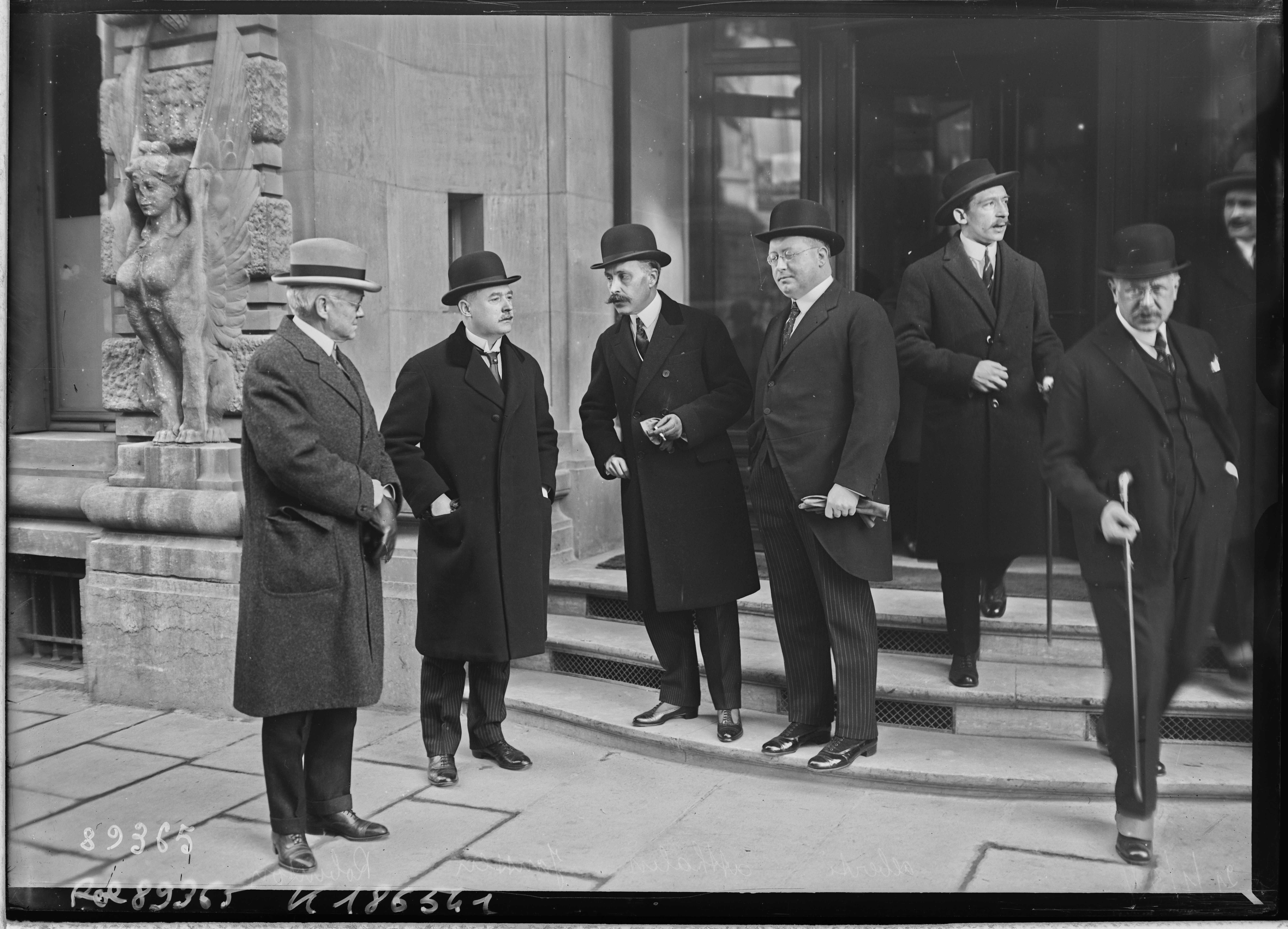
Robinson (délégué américain), Albert Edouard Janssen (délégué belge), Laurent-Atthalin (délégué français), Alberti (délégué italien), faisant partie du comité d'experts réunis à l'hôtel Astoria

Chef de la mission administrative du Bas-Rhin de 1917 à 1918, il est haut-commissaire de la République en 1919. Laurent-Atthalin est délégué français aux Comités des réparations en 1923, puis assistant du délégué français au Comité de Bâle en 1931.
Avec la complicité d’Émile Moreau, il aurait pesé de son influence dans la démission d’Horace Finaly de la tête de la Banque de France et des Pays-Bas, en juin 1937, et indirectement dans celle, pratiquement concomitante,  de Léon Blum de la présidence du conseil, une influence qui illustre le rôle ambigu de certains hauts fonctionnaires dans les années 1930 entre le monde politique et le monde des affaires.
Directeur général de 1937 à 1940, puis président-directeur général de 1940 à 1945 de la Banque de Paris et des Pays-Bas, il est également vice-président de la Banque d’État du Maroc et de la Banque de Madagascar, administrateur-délégué et directeur de la Compagnie générale du Maroc et de la Compagnie générale des Colonies, administrateur de la Banque franco-chinoise, de la Compagnie des chemins de fer du Maroc, de la Compagnie du Tanger-Fès, de la Compagnie des chemins de fer du Sud de l'Indochine, de la Société des ports marocains, de la Société du port de Saïgon, de la Société du port d'Alexandrette, de la CSF...
Il doit abandonner ces responsabilités en 1944 et 1945, mais il a 69 ans, et est sanctionné par le comité d'épuration en 1947,.

## Sources
- Jean Garrigues, Les Patrons et la politique : 150 ans de liaisons dangereuses, Plon, 2011 (lire en ligne)
- Marc Bergère, L'Épuration économique en France à la Libération, Presses universitaires de Rennes, 2008.
- Jean-Yves Mollier, Édition, presse et pouvoir en France au XXe siècle, Éditions Fayard, 2008 (lire en ligne).